# Amphidelus pseudobulbosus
Amphidelus pseudobulbosus is een rondwormensoort uit de familie van de Alaimidae. De wetenschappelijke naam van de soort is voor het eerst geldig gepubliceerd in 1953 door Altherr.